# Скиппер, Пэт
Пэт Скиппер (англ. Pat Skipper; род. 1958, Лейкленд, штат Флорида, США) — американский актёр.

## Биография
Родился в 1958 году, в городе Лейкленд, штат Флорида, США. Высшее образование получил в Университете штата Флорида. Женат на Дженнифер Хэммонд, известном композиторе. От брака с Хэммонд у Пэта двое детей: дочь Амелия и сын Джек.
В 1996 году снялся в фильме ужасов «Восставший из ада 4: Кровное родство».

## Фильмография
| Год  |   | Русское название                     | Оригинальное название                | Роль                      |
| ---- | - | ------------------------------------ | ------------------------------------ | ------------------------- |
| 1987 | ф | Уолл-стрит                           | Wall Street                          | почтовый инспектор        |
| 1988 | с | Мэтлок                               | Matlock                              | Дэн                       |
| 1989 | ф | Смертельное оружие 2                 | Lethal Weapon 2                      | киллер                    |
| 1990 | ф | Хищник 2                             | Predator 2                           | агент ФБР                 |
| 1992 | ф | Исповедь невидимки                   | Memoirs of an Invisible Man          | Морисси                   |
| 1993 | ф | Разрушитель                          | Demolition Man                       | пилот вертолёта           |
| 1993 | с | Приключения Бриско Каунти-младшего   | The Adventures of Brisco County, Jr. | Донован Джо               |
| 1996 | ф | День независимости                   | Independence Day                     | реднек                    |
| 1996 | ф | Восставший из ада 4: Кровное родство | Hellraiser IV: Bloodline             | Кардуччи                  |
| 1997 | с | Секретные материалы                  | The X Files                          | Билл Скалли-младший       |
| 1998 | с | Детектив Нэш Бриджес                 | Nash Bridges                         | лейтенант Даррен Айсли    |
| 1998 | с | Скорая помощь                        | ER                                   | Карл Дэйтон               |
| 1999 | с | Золотые крылья Пенсаколы             | Pensacola: Wings of Gold             | подполковник Дрю Кэмпбелл |
| 1999 | с | Зачарованные                         | Charmed                              | Натаниэль Пратт           |
| 2000 | ф | Эд Гейн. Монстр из Висконсина        | In the Light of the Moon             | шериф Билл Стилвелл       |
| 2002 | с | Полиция Нью-Йорка                    | NYPD Blue                            | Ллойд Роджерс             |
| 2003 | с | Сильное лекарство                    | Strong Medicine                      | Джером                    |
| 2005 | с | Детектив Раш                         | Cold Case                            | Джон Эйвери               |
| 2006 | с | Кости                                | Bones                                | Винс МакВикар             |
| 2007 | ф | Хэллоуин 2007                        | Halloween                            | Мэйсон Строуд             |
| 2014 | с | Менталист                            | The Mentalist                        | агент Митч Дэниелс        |
| 2022 | ф | Вавилон                              | Babylon                              | Уильям Рэндольф Хёрст     |
| 2023 | ф | Оппенгеймер                          | Oppenheimer                          | Джеймс Фрэнсис Бирнс      |
| 2025 | ф | Охота на воров 2: Пантера            | Den of Thieves 2: Pantera            | Эд Флэнаган               |